# Clubiona oligerae
Clubiona oligerae är en spindelart som beskrevs av Mikhailov 1995. Clubiona oligerae ingår i släktet Clubiona och familjen säckspindlar. Inga underarter finns listade i Catalogue of Life.